# Природно-заповідний фонд Чортківської міської ради
Станом на 1 січня 2017 року у віданні Чортківської міської ради є 9 територій та об'єктів природно-заповідного фонду загальною площею 20,57 га.
- 1 комплексна пам'ятка природи місцевого значення загальною площею 20,0 га,
- 1 геологічна пам'ятка природи місцевого значення загальною площею 0,10 га,
- 7 ботанічних пам'яток природи місцевого значення загальною площею 0,47 га.

До складу територій ПЗФ інших категорій входить 1 об'єкт загальною площею 0,10 га:
- Відслонення девону входить до складу «Урочища „Вавринів“».

Фактично на території Чортківської міської ради є 9 територій та об'єктів ПЗФ загальною площею 20,47 га, що становить 1,84 % території міської ради.

## Пам'ятки природи
| №                                              | Назва території або об'єкта         | Площа, га | Рішення про створення (зміну)       | Розташування                                                                                                 | Керуюча організація     | Світлина, альбом |
| ---------------------------------------------- | ----------------------------------- | --------- | ----------------------------------- | --- | ----------------------- | ---------------- |
| Комплексна пам'ятка природи місцевого значення |                                     |           |                                     | |                         |                  |
| 1.                                             | Урочище «Вавринів»                  | 20,0      | Рішення ТОР від 17.06.2010 № 990    | західна околиця с. Горішня Вигнанка, крутий схил вздовж ріки Серету від м. Чорткова до с. Горішньої Вигнанки | Чортківська міська рада | альбом           |
| Геологічна пам'ятка природи місцевого значення |                                     |           |                                     | |                         |                  |
| 1.                                             | Відслонення девону в місті Чорткові | 0,1       | Рішення ВК ТОР від 26.12.1983 № 496 | с. Вигнанка, лівий схил р. Серет, за 1 км вище по течії від м. Чорткова                                      | Чортківська міська рада | альбом           |
| Ботанічні пам'ятки природи місцевого значення  |                                     |           |                                     | |                         |                  |
| 1.                                             | Шкільний дуб                        | 0,01      | Рішення ТОР від 08.09.2006 № 44     | вул. Євгена Коновальця, 13, у межах садиби школи-інтернату                                                   | Чортківська міська рада | альбом           |
| 2.                                             | Чортківська сосна Веймутова         | 0,01      | Рішення ТОР від 08.09.2006 № 44     | вул. Степана Бандери, 56, біля приміщення КЕЧ                                                                | Чортківська міська рада | альбом           |
| 3.                                             | Айлант Антона Горбачевського        | 0,01      | Рішення ТОР від 08.09.2006 № 44     | вул. Степана Бандери, у сквері навпроти будинку № 27                                                         | Чортківська міська рада | альбом           |
| 4.                                             | Чортківська катальпа                | 0,01      | Рішення ТОР від 08.09.2006 № 44     | вул. Тараса Шевченка, 23, у сквері біля адмінбудинку районної ради та райдержадміністрації                   | Чортківська міська рада | альбом           |
| 5.                                             | Монастирські сосни                  | 0,4       | Рішення ТОР від 20.08.2010 № 1043   | вул. Монастирська, 1                                                                                         | Чортківська міська рада | альбом           |
| 6.                                             | Платани ім. З. І. Довголюка         | 0,01      | Рішення ТОР від 18.06.2009 № 620    | вул. Дмитра Пігути, 31б, у парку біля центрального корпусу Чортківської районної лікарні                     | Чортківська міська рада | альбом           |
| 7.                                             | Платани-кучерики                    | 0,02      | Рішення ТОР від 20.08.2010 № 1043   | вул. Йосифа Сліпого, 2, територія дитячого садка                                                             | Чортківська міська рада | альбом           |